# Монарх буруйський
Монарх буруйський (Symposiachrus loricatus) — вид горобцеподібних птахів родини монархових (Monarchidae). Ендемік Індонезії.

## Поширення і екологія
Буруйські монархи є ендеміками острова Буру. Вони живуть в тропічних лісах.